# Dischistocalyx
Genre
Dischistocalyx rivularis est un genre de plantes à fleurs de la famille des Acanthaceae dans la classification phylogénétique. 

## Liste d'espèces
Selon BioLib (24 juillet 2017) :
- Dischistocalyx hirsutus C.B. Clarke

Selon Catalogue of Life (24 juillet 2017) :
- Dischistocalyx alternifolius Champl. & Lejoly
- Dischistocalyx champluvieranus J. Lejoly & S. Lisowski
- Dischistocalyx epiphyticus Lindau
- Dischistocalyx grandifolius C. B. Cl.
- Dischistocalyx hirsutus C. B. Cl.
- Dischistocalyx klainei Benoist
- Dischistocalyx lithicola Champl. & Ngok
- Dischistocalyx minimus Champl. & Senterre
- Dischistocalyx obanensis S. Moore
- Dischistocalyx rivularis Bremek.
- Dischistocalyx strobilinus C. B. Cl.
- Dischistocalyx thunbergiiflora (T. Anders.) T. Anders.

Selon NCBI (24 juillet 2017) :
- Dischistocalyx grandifolius
- Dischistocalyx hirsutus
- Dischistocalyx thunbergiiflora

Selon The Plant List (24 juillet 2017) :
- Dischistocalyx alternifolius Champl. & Lejoly
- Dischistocalyx champluvieranus Lejoly & Lisowski
- Dischistocalyx epiphytica Lindau
- Dischistocalyx grandifolius C.B.Clarke
- Dischistocalyx hirsutus C.B.Clarke
- Dischistocalyx klainei Benoist
- Dischistocalyx lithicola Champl. & Ngok
- Dischistocalyx minimus Champl. & Senterre
- Dischistocalyx obanensis S.Moore
- Dischistocalyx rivularis Bremek.
- Dischistocalyx strobilinus C.B.Clarke
- Dischistocalyx thunbergiiflora (T.Anderson) Benth. ex C.B.Clarke
- Dischistocalyx thunbergiiflorus (T. Anderson) Benth. ex C.B. Clarke

Selon Tropicos (24 juillet 2017) (Attention liste brute contenant possiblement des synonymes) :
- Dischistocalyx alternifolius Champl. & Lejoly
- Dischistocalyx angustifolius C.B. Clarke
- Dischistocalyx brevifolius C.B. Clarke
- Dischistocalyx buchholzii Lindau
- Dischistocalyx capitellatus C.B. Clarke
- Dischistocalyx champluvieranus Lejoly & Lisowski
- Dischistocalyx confertiflorus Lindau
- Dischistocalyx epiphytica Lindau
- Dischistocalyx fulvus Lindau ex Bremek.
- Dischistocalyx grandifolius C.B. Clarke
- Dischistocalyx hirsutus C.B. Clarke
- Dischistocalyx insignis Bremek.
- Dischistocalyx klainei Benoist
- Dischistocalyx laxiflorus Lindau
- Dischistocalyx lithicola Champl. & see Ngok Banak, Ludovic
- Dischistocalyx minimus Champl. & Senterre
- Dischistocalyx obanensis S. Moore
- Dischistocalyx polyneurus C.B. Clarke
- Dischistocalyx pubescens Lindau ex Engl.
- Dischistocalyx rivularis Bremek.
- Dischistocalyx ruellioides S. Moore
- Dischistocalyx ruficaulis Bremek.
- Dischistocalyx staudtii Bremek.
- Dischistocalyx strobilinus C.B. Clarke
- Dischistocalyx thunbergiiflora Benth. ex C.B. Clarke
- Dischistocalyx thunbergiiflorus (T. Anderson) Benth. ex C.B. Clarke
- Dischistocalyx togoensis Lindau
- Dischistocalyx walkeri Benoist